# Burong
Burong (Schreibvariante: Burrong) ist eine Ortschaft im westafrikanischen Staat Gambia.
Nach einer Berechnung für das Jahr 2013 leben dort etwa 565 Einwohner, das Ergebnis der letzten veröffentlichten Volkszählung von 1993 betrug 503.

## Geographie
Burong liegt in der Lower River Region im Distrikt Kiang West. Der Ort liegt rund 3,9 Kilometer südwestlich von Karantaba.

## Kultur und Sehenswürdigkeiten
Bei Burong ist eine Kultstätte unter dem Namen Manianary Tingo bekannt.